# Wenge
Wenge (kinesiska: 文阁) är en socken i sydvästra Kina. Den ligger i Dafang härad i staden Bijie i provinsen Guizhou, omkring 130 kilometer nordväst om provinshuvudstaden Guiyang. Antalet invånare är 21668. Befolkningen består av 10 480 kvinnor och 11 188 män. Barn under 15 år utgör 32 %, vuxna 15-64 år 58 %, och äldre över 65 år 8,0 %.